# Campeonato de Apertura 1937
Campeonato de Apertura 1937 var den tredje upplagan av den chilenska fotbollsturneringen Campeonato de Apertura. Turneringen bestod av åtta lag, alla från huvudstaden Santiago. Turneringen samordnades av Santiagos Fotbollsförbund och vanns av Magallanes. 